# Oxyde de nickel, de manganèse, de cobalt et de lithium

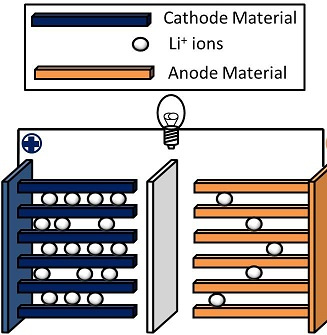
Schéma de principe d’un accumulateur lithium-ion. Les ions lithium s’intercalent dans la cathode (en bleu) ou l’anode (en orange) pendant la charge et la décharge.

L'oxyde de nickel, de manganèse, de cobalt et de lithium (en abrégé NMC, Li-NMC, LNMC ou NCM) est un oxyde métallique mixte de formule générale LiNixMnyCo1−x−yO2. Cette famille de matériaux est couramment utilisée dans les batteries lithium-ion pour les appareils mobiles et les véhicules électriques, en tant que cathode chargée positivement.
L’optimisation des NMC pour les applications de véhicules électriques suscite un intérêt particulier en raison de la densité d'énergie et de la tension de fonctionnement élevées du matériau. La réduction de la teneur en cobalt dans les NMC est également un objectif d'actualité, en raison des problèmes éthiques liés à l’extraction du cobalt et de son coût élevé. De plus, une teneur accrue en nickel offre une plus grande capacité dans la fenêtre de fonctionnement stable.

## Structure

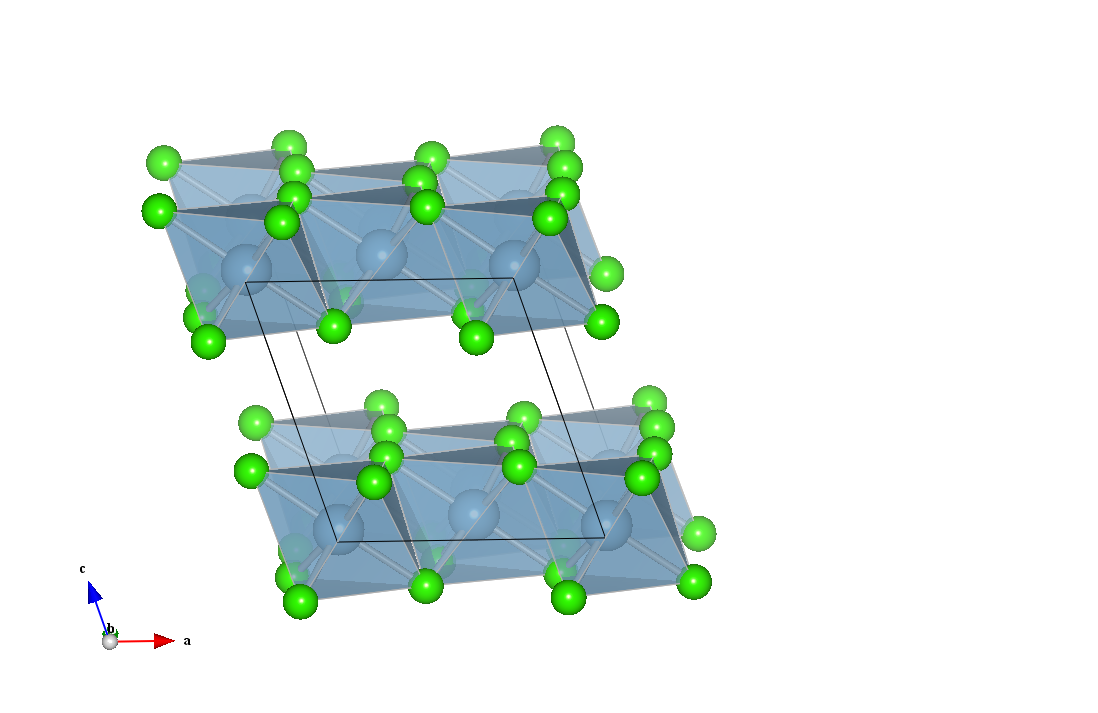
Exemple de structure en couches. Les ions lithium peuvent entrer et sortir entre les couches.

Les matériaux NMC ont des structures en couches similaires à celles du dioxyde de cobalt et de lithium (LiCoO2), composé d'un seul type d’oxyde métallique. Les ions lithium s’intercalent entre les couches lors de la décharge, restant entre les plans du réseau jusqu’à ce que la batterie soit chargée, après quoi le lithium se désintercale et se déplace vers l’anode.
Les points d’un diagramme de phase de solution solide entre les pôles LiCoO2, LiMnO2 et LiNiO2 représentent des cathodes NMC stœchiométriques. Trois chiffres qui suivent immédiatement l’abréviation NMC indiquent la stœchiométrie relative des trois métaux constitutifs. Par exemple, un NMC ayant une composition molaire de 33 % de nickel, 33 % de manganèse et 33 % de cobalt serait abrégé en NMC111 (également NMC333 ou NCM333) et aurait une formule chimique LiNi0,33Mn0,33Co0,33O2. Une composition de 50 % de nickel, 30 % de manganèse et 20 % de cobalt serait appelée NMC532 (ou NCM523) et aurait la formule LiNi0,5Mn0,3Co0,2O2. D’autres compositions courantes sont NMC622 et NMC811. La teneur en lithium reste généralement autour de 1:1 par rapport à la teneur totale en métaux de transition, les échantillons commerciaux de NMC contenant généralement moins de 5 % d’excès de lithium,.
Pour le composé NMC111, les états d’oxydation idéaux pour la distribution de charge sont Mn4+, Co3+ et Ni2+. Le cobalt et le nickel s’oxydent partiellement en Co4+ et Ni4+ pendant la charge, tandis que le Mn4+ reste inactif et maintient la stabilité structurelle. La modification de la stœchiométrie du métal de transition modifie les propriétés du matériau, ce qui permet d’ajuster les performances de la cathode. Plus particulièrement, l’augmentation de la teneur en nickel dans le NMC augmente certaines de ses propriétés (capacité et taux de décharge), mais diminue sa stabilité thermique et sa rétention de capacité. L’augmentation de la teneur en cobalt se fait au prix du remplacement du nickel à haute teneur énergétique ou du manganèse chimiquement stable, tout en étant coûteuse. De l'oxygène peut être généré à partir de l’oxyde métallique à 300 °C lorsqu’il est complètement déchargé, dégradant le réseau. Une teneur plus élevée en nickel diminue la température de production d’oxygène tout en augmentant la génération de chaleur pendant le fonctionnement de la batterie. Le mélange cationique, un processus dans lequel Li+ se substitue aux ions Ni2+ dans le réseau, augmente à mesure que la concentration de nickel augmente également. La taille similaire de l'ion Ni2+ (0,69 Å) et de l'ion Li+ (0,76 Å) facilite le mélange cationique. Le déplacement du nickel de la structure en couches peut modifier les caractéristiques de liaison du matériau, formant des phases indésirables et réduisant sa capacité,.

## Synthèse
La cristallinité, la distribution granulométrique, la morphologie et la composition affectent toutes les performances des matériaux NMC, et ces paramètres peuvent être ajustés à l’aide de différentes méthodes de synthèse,. Le premier rapport sur l’oxyde de nickel-manganèse-cobalt a utilisé une méthode de coprécipitation, qui est encore couramment utilisée aujourd’hui. Cette méthode consiste à dissoudre la quantité souhaitée de précurseurs métalliques, puis à les sécher pour éliminer le solvant. Ce matériau est ensuite mélangé à une source de lithium et chauffé à des températures allant jusqu’à 900 °C sous oxygène dans un processus appelé calcination. Les hydroxydes, l’acide oxalique et les carbonates sont les agents de coprécipitation les plus courants.
Les procédés sol-gel sont une autre méthode de synthèse courante des NMC. Dans cette méthode, les précurseurs de métaux de transition sont dissous dans une solution de nitrate ou d’acétate, puis combinés avec une solution de nitrate de lithium ou d’acétate de lithium et d’acide citrique. Ce mélange est agité et chauffé à environ 80 °C dans des conditions basiques jusqu’à ce qu’un gel visqueux se forme. Le gel est séché à environ 120 °C et calciné deux fois, une fois à 450 °C et une autre fois à 800-900 °C, pour obtenir un matériau NMC.
Le traitement hydrothermal peut être associé à la coprécipitation ou à la voie sol-gel. Il s’agit de chauffer les précurseurs du coprécipité ou du gel dans un autoclave. Les précurseurs traités sont ensuite filtrés et calcinés normalement. Les traitements hydrothermaux avant calcination améliorent la cristallinité des NMC, ce qui augmente les performances du matériau dans les cellules. Cependant, cela se fait au prix de temps de traitement des matériaux plus longs.

## Histoire
Les matériaux de cathode NMC sont historiquement liés aux travaux de John B. Goodenough des années 1980 sur l’oxyde de cobalt et de lithium (LiCoO2), et peuvent être représentés comme une intercroissance entre un oxyde de type NaFeO2 en couches et un oxyde Li2MnO3 riche en lithium étroitement apparenté, dont la quantité est liée à l’excès initial de lithium. Le premier rapport sur les NMC riches en Li a été rédigé par Zhaolin Liu et. al. de l’Institut de recherche et d’ingénierie des matériaux de Singapour en 1999. D’autres rapports sur les travaux sur les matériaux de cathode NCM riches en Li ont été rapportés indépendamment vers 2000-2001 par quatre équipes de recherche :
1. Au laboratoire national d'Argonne aux États-Unis, un groupe dirigé par Michael M. Thackeray (en) a signalé ces cathodes riches en lithium avec la structure d’intercroissance.
2. Chez Pacific Lithium, en Nouvelle-Zélande, une équipe dirigée par Brett Amundsen a signalé une série de composés électrochimiquement actifs en couches de Li(LixCryMnz)O[16].
3. À l'université Dalhousie au Canada, une équipe dirigée par Jeff Dahn[17] a rapporté une série de matériaux de cathode en couches basés sur une formulation en solution solide de Li(LixMyMnz)O2, où le métal M n’est pas du chrome.
4. Un groupe de l’université de la ville d'Osaka dirigé par Tsutomu Ohzuku[18], qui a également développé des oxydes de nickel, de cobalt, d'aluminium et de lithium (en) (NCA).